# Harry Gmür
Harry Gmür (* 14. Mai 1908 in Bern; † 8. September 1979 in Zürich) war ein schweizerischer Literat, Journalist und Kommunist.

## Leben
Gmür wuchs in einer grossbürgerlichen Familie auf. Sein Vater Max Gmür war Rechtsanwalt und Professor an der Universität Bern; seine Mutter kam aus einer begüterten Familie Fischer, die durch Kolonialwarenhandel eine der reichsten Familien der Schweiz war. Sein Bruder war der Rechtswissenschaftler Rudolf Gmür. Der Psychiater und Publizist Mario Gmür ist sein Sohn.
Nach Abschluss seines Studiums der Geschichte und Germanistik in Bern, Paris, München und Leipzig kehrte Harry Gmür 1933 in die Schweiz zurück. Als überzeugter Antifaschist und Antikapitalist trat er der Sozialdemokratischen Partei der Schweiz (SPS) bei. Allerdings entfremdete er sich von der Sozialdemokratie und den Gewerkschaften bei den politischen Debatten während der Volksabstimmung von 1935. Gmür schloss sich dissidenten Kreisen an und wurde 1942 aus der Sozialdemokratischen Partei ausgeschlossen. 1944 gehörte er zu den Mitbegründern der Partei der Arbeit (PdA), der Nachfolgepartei der verbotenen Kommunistischen Partei der Schweiz. Von 1945 bis 1946 war er Chefredaktor des neuen Parteiorgans Vorwärts und von 1946 bis 1950 PdA-Vertreter im Stadtzürcher Parlament.
In den 1950er Jahren initiierte Gmür unter anderem die Gründung des Universum Verlages sowie des Filmverleihs «Neue Exotik Film». Ab 1958 veröffentlichte er Artikel und Reportagen unter verschiedenen Pseudonymen (u. a. Stefan Miller), insbesondere in der DDR-Zeitschrift Weltbühne. Einen Teil der Beiträge publizierte er als Zweitverwertung auch in der Schweiz, so im Vorwärts und in Gewerkschaftszeitungen. Hinzu kamen diverse Buchpublikationen.

## Werke von Harry Gmür
publiziert unter dem eigenen Namen oder unter einem Pseudonym
- Harry Gmür: Thomas von Aquino und der Krieg, Beiträge zur Kulturgeschichte, Verlag B. G. Teubner, Leipzig und Berlin. 1933 (Dissertation)
- Harry Gmür: Patriotisches Grosskapital, anderthalb Jahre schweizerische Aussenpolitik, Selbstverlag, Zürich 1939
- Stefan Miller: Vom Nil zum Sambesi, afrikanischer Reisebericht, Buchverlag Der Morgen, 1962
- Gaston Renard: Im Schatten der Alhambra, spanischer Reisebericht, Buchverlag der Morgen 1963
- Stefan Miller: Von Athen nach Istanbul, Reisebericht, Buchverlag Der Morgen, 1964
- Stefan Miller: Nigeria, zwischen Wüste und Lagune, Verlag der Nation, 1966
- Harry Gmür: Die weisse Hündin, Sinwel Verlag, Bern 1969
- Stefan Miller: Guinea, ein afrikanischer Weg, Reisebericht, Verlag Volk und Welt, Berlin, 1979
- Harry Gmür: Am Stammtisch der Rebellen, Europa Verlag Zürich, 2015, ISBN 978-3-906272-24-5 (herausgegeben von Mario Gmür, mit Illustrationen von Amy Bollag).
- Harry Gmür: Liebe und Tod in Leipzig, Europa Verlag Zürich, 2016, ISBN 978-3-95890-058-5 (herausgegeben von Mario Gmür)
- Harry Gmür: Reportagen von links, vier Jahrzehnte Kampf gegen Faschismus und Kolonialismus, Europa Verlag 2020. ISBN 978-3-95890-334-0 (mit einem Vorwort von Jean Ziegler)